# Serpenticobitis
Serpenticobitis – rodzaj ryb karpiokształtnych z rodziny Serpenticobitidae.

## Klasyfikacja
Gatunki zaliczane do tego rodzaju:
- Serpenticobitis cingulata
- Serpenticobitis octozona
- Serpenticobitis zonata

Gatunkiem typowym jest Serpenticobitis octozona.